# Théophile Poilpot
Théophile François Henri Poilpot, né le 20 mars 1848 à Paris où il est mort le 6 février 1915, est un peintre, graveur, affichiste et collectionneur d'œuvres d'art français.

## Biographie
Théophile Poilpot est le fils de Geneviève Armantine Noël et de Théophile Marie François Poilpot dit Théophile Poilpot (père), artiste peintre lui-même. 
En 1864, il reçoit l'autorisation de faire des copies au musée du Louvre à Paris. Il entre à l'École des beaux-arts de Paris dans l'atelier de Jean-Léon Gérome, puis celui de Gustave Boulanger. Son père achète en 1865, une grande propriété au 28, route de Malnoue à Noisy-le-Grand et y fait construire une maison. En 1868, il épouse Jeanne Carrier-Belleuse, fille du sculpteur Albert-Ernest Carrier-Belleuse. Il est décoré de la médaille militaire en 1870. 
Théophile Poilpot est réputé pour ses panoramas de batailles. Sa renommée est internationale et les commandes affluent. On surnomme alors ses panoramas les « Poilporamas ». Il en réalisera une vingtaine qui ont pratiquement tous disparus. Sont encore visibles à Paris ceux de la Sorbonne et de l'hôtel Meurice, et à Neuilly-sur-Seine celui de l'hôtel de ville.
En 1873, il fait ajouter un atelier dans sa propriété, une maison et une écurie en 1882, puis un jardin d'hiver en 1891[réf. nécessaire]. 
Il voyage beaucoup et tire des tableaux des événements qu'il a vu, notamment la Guerre russo-turque de 1876-1878.
Il est élu maire de Noisy-le-Grand le 2 octobre 1887, réélu le 13 mai 1888 et son mandat s'achève en 1892. En 1893, il est nommé peintre officiel de la Marine.
Il propose une collaboration auprès de dix peintres célèbres[Lesquels ?] ayant leur atelier à Neuilly pour se partager en novembre 1902 le travail d'ornementation de la salle des fêtes et des mariages de cette ville à titre gracieux[réf. nécessaire].
L'œuvre peu connue de Théophile Poilpot a été mise en lumière par l'association La Mémoire de Croissy dans son bulletin de juin 2007, Théophile Poilpot ayant été l'un des concitoyens de cette commune de Seine-et-Oise de 1896 à sa mort en 1915.

## Œuvre

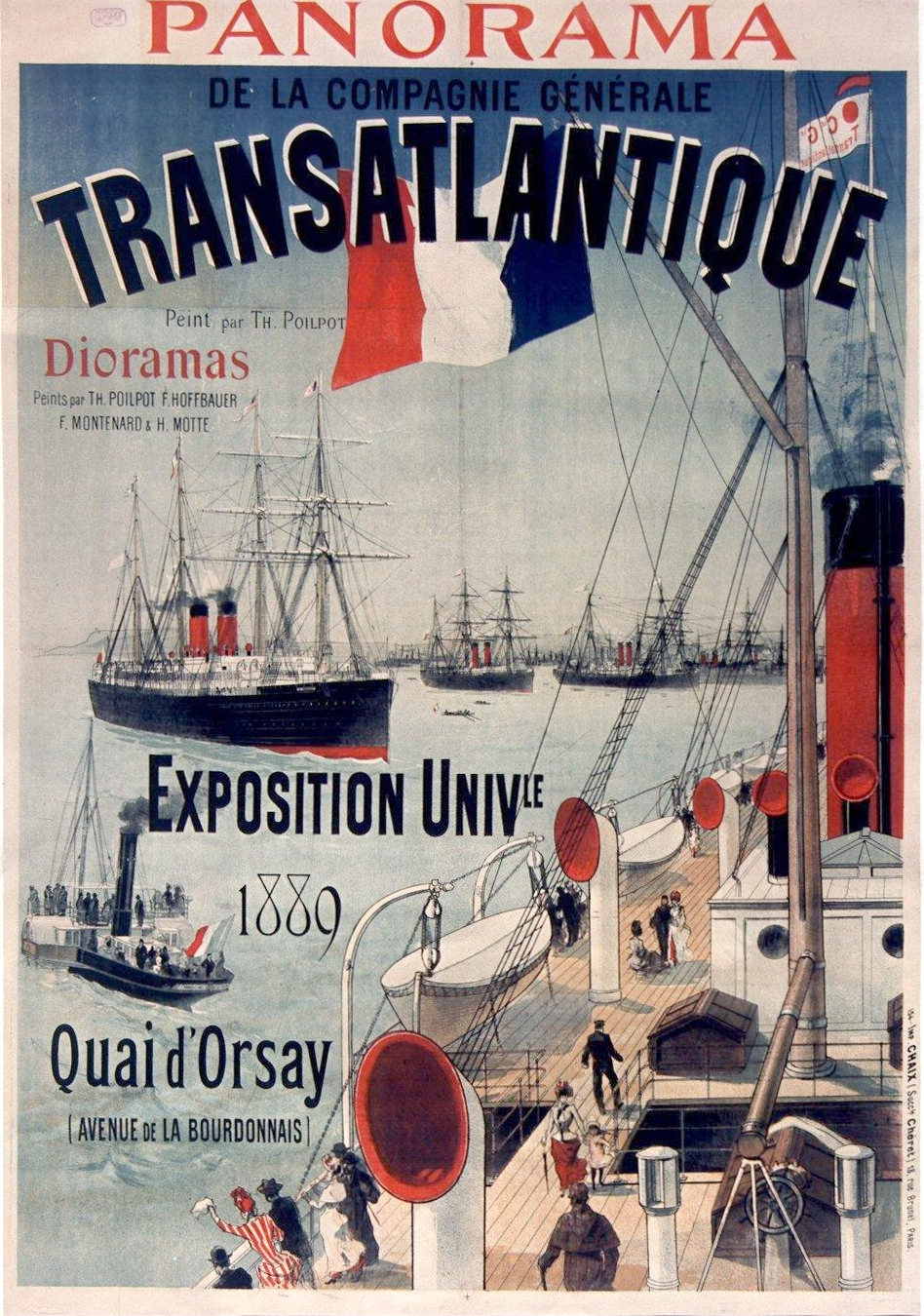
Panorama C.G.T. Dioramas, affiche, 1889.

### Salons
- 1874 : Un Enfant terrible[8].
- 1875 : Le Tarabouk, souvenir d'Alger[9].
- 1876 : Le Passeur et Traîneau gallo-romain[10].
- 1877 : Mort de Diogène[11].
- 1878 : La Proie[12].

### Expositions
- 1889 : Exposition universelle de Paris : Panorama de la Compagnie générale du Transatlantique accompagné de dioramas peints par Th. Poilpot, F. Hoffbauer, F. Montenard et H. Motte
- 1900 : Exposition universelle de Paris : La Flotte française devant Alger avec onze dioramas constituant un voyage sur les côtes africaines.

### Panoramas circulaires et dioramas
- 1879 : La charge de Balaklava (Londres)
- 1880 : La bataille de Reichshoffen
- 1883 : La Prise de la Bastille
- 1884 : La bataille de Buzenval
- 1885 : La bataille de Shiloh (Chigaco)
- 1886 : Le combat du Merrimac et du Monitor (New-york)
- 1887 : La bataille de Manassas (Washington)[13]
- 1889 : Le Panorama Transatlantique de l'exposition universelle de Paris (médaille d'or de l'exposition).
- 1890 : Le Couronnement du Tzar, peinture panoramique circulaire exposé à Moscou, puis (en 1892?) à Paris, au panorama de la rue de Berri[14].
- 1891 : Les Volontaires de 1792 : La Patrie en danger
- 1892 : Le Vengeur[15]
- 1892 : La Parisienne du siècle, sept dioramas présentés à Paris à l'Exposition des arts de la femme, dans la grande nef du Palais de l'Industrie[16].
- 1894 : Bataille de Nuits, diorama présenté à l'Exposition de Lyon de 1894[17] et à l'Exposition de Bordeaux de 1895[18].
- 1895 : L'Escadre russe à Toulon
- 1899 : La bataille d'Iéna
- 1900 : La Flotte française devant Alger

### Affiches
- Paris, Bibliothèque nationale de France :
  - Cortège triomphal des Altesses impériales après le Saint couronnement à Moscou, 1883, affiche du panorama peint par Poilpot, Imp. Chaix, succursale Chéret, 18 rue Brunelais, lithographie en couleurs, 122 × 86 cm ;
- Berger dans le Cirque de Gavarnie Pyrénées, 1902, pour le Chemin de Fer d'Orléans, lithographie en couleurs, chez Murot, 106 × 75 cm.

### Illustrations
- Les cuirassiers de Reichshoffen, notice historique  par Gustave Toudouze, illustrations de Th. Poilpot, Jacob et du Paty.

## Collection personnelle d'oeuvres d'art
Théophile Poilpot est un grand collectionneur d'œuvres d'art, notamment d'estampes (François Boucher, Jean-Baptiste Huet, Antoine Watteau), de peintures d'Eugène Delacroix et de Jean-Auguste-Dominique Ingres, dont la vente eut lieu à l'hôtel Drouot à Paris en 1917.

### Iconographie
- Nadar, Portrait de Théophile Poilpot, 1910, photographie, Paris, Bibliothèque nationale de France.